# MLS 2022
Чемпионат MLS 2022 (англ. 2022 Major League Soccer season) — 110-й сезон по футболу, санкционированный ФИФА в США и Канаде, 44-й сезон национальной лиги первого дивизиона и 27-й сезон MLS, высшей лиги США и Канады по футболу. В чемпионате принимали участие 28 команд (25 из США и 3 из Канады).
Регулярный чемпионат начался 26 февраля и закончился 9 октября. Турнир плей-офф стартовал 15 октября и завершился 5 ноября матчем за Кубок MLS.
Чемпионский титул защищал клуб «Нью-Йорк Сити».

## Новости сезона
- В MLS вступил футбольный клуб «Шарлотт», ставший 28-й франшизой лиги. Клуб пополнил Восточную конференцию.
- «Нэшвилл» переехал на новый футбольный стадион — «Джиодис Парк».

## Клубы-участники

### Стадионы
| Западная конференция | Западная конференция       | Западная конференция |
| Клуб                 | Стадион                    | Вместимость          |
| -------------------- | -------------------------- | -------------------- |
| Ванкувер Уайткэпс    | Би-Си Плэйс                | 22 120               |
| Даллас               | Тойота Стэдиум             | 20 500               |
| Колорадо Рэпидз      | Дикс Спортинг Гудс Парк    | 18 061               |
| Лос-Анджелес         | Банк оф Калифорния Стэдиум | 22 000               |
| Лос-Анджелес Гэлакси | Дигнити Хелс Спортс Парк   | 27 000               |
| Миннесота Юнайтед    | Аллианц Филд               | 19 400               |
| Нэшвилл              | Джиодис Парк               | 30 000               |
| Остин                | Кью-ту Стэдиум             | 20 738               |
| Портленд Тимберс     | Провиденс Парк             | 25 218               |
| Реал Солт-Лейк       | Рио Тинто Стэдиум          | 20 213               |
| Сан-Хосе Эртквейкс   | Пэйпал Парк                | 18 000               |
| Сиэтл Саундерс       | Люмен Филд                 | 37 722               |
| Спортинг Канзас-Сити | Чилдренс Мёрси Парк        | 18 467               |
| Хьюстон Динамо       | Пи-эн-си Стэдиум           | 22 039               |

| Восточная конференция | Восточная конференция   | Восточная конференция |
| Клуб                  | Стадион                 | Вместимость           |
| --------------------- | ----------------------- | --------------------- |
| Атланта Юнайтед       | Мерседес-Бенц Стэдиум   | 42 500                |
| Ди Си Юнайтед         | Ауди Филд               | 20 000                |
| Интер Майами          | Драйв Пинк Стэдиум      | 18 000                |
| Коламбус Крю          | Лоуэр-дот-ком Филд      | 20 011                |
| Монреаль Импакт       | Стад Сапуто             | 19 619                |
| Нью-Инглэнд Революшн  | Джиллетт Стэдиум        | 20 000                |
| Нью-Йорк Ред Буллз    | Ред Булл Арена          | 25 000                |
| Нью-Йорк Сити         | Янки Стэдиум            | 30 321                |
| Орландо Сити          | Эксплория Стэдиум       | 25 500                |
| Торонто               | Бимо Филд               | 28 351                |
| Филадельфия Юнион     | Субару Парк             | 18 500                |
| Цинциннати            | Ти-кью-эл Стэдиум       | 26 000                |
| Чикаго Файр           | Солджер Филд            | 24 955                |
| Шарлотт               | Банк оф Америка Стэдиум | 40 000                |

1. 1 2 3 4 5 6 7 8  Не футбольный стадион c искусственно уменьшенной вместимостью.

В межсезонье стадион «Хьюстон Динамо» сменил название, 5 ноября 2021 года «Би-би-ви-эй Стэдиум» был переименован в «Пи-эн-си Стэдиум».

### Тренеры и капитаны
| Клуб                 | Главный тренер        | Капитан          |
| -------------------- | --------------------- | ---------------- |
| Атланта Юнайтед      | Гонсало Пинеда        | Брэд Гузан       |
| Ванкувер Уайткэпс    | Ванни Сартини         | Расселл Тайберт  |
| Даллас               | Нико Эстевес          | Мэтт Хеджес      |
| Ди Си Юнайтед        | Чад Аштон (и. о.)     | Стив Бирнбаум    |
| Интер Майами         | Фил Невилл            | Грегоре          |
| Клёб де Фут Монреаль | Вильфрид Нанси        | Самюэль Пьетт    |
| Коламбус Крю         | Кейлеб Портер         | Джонатан Менса   |
| Колорадо Рэпидз      | Робин Фрейзер         | Джек Прайс       |
| Лос-Анджелес         | Стив Черандоло        | Карлос Вела      |
| Лос-Анджелес Гэлакси | Грег Ванни            | Хавьер Эрнандес  |
| Миннесота Юнайтед    | Эдриан Хит            | Майкл Боксолл    |
| Нью-Инглэнд Революшн | Брюс Арена            | Карлес Хиль      |
| Нью-Йорк Ред Буллз   | Герхард Штрубер       | Эрон Лонг        |
| Нью-Йорк Сити        | Ронни Дейла           | Шон Джонсон      |
| Нэшвилл              | Гари Смит             | Дэкс Маккарти    |
| Орландо Сити         | Оскар Пареха          | Маурисио Перейра |
| Остин                | Джош Волфф            | Александер Ринг  |
| Портленд Тимберс     | Джованни Саваресе     | Диего Чара       |
| Реал Солт-Лейк       | Пабло Мастроени       | Дамир Крайлах    |
| Сан-Хосе Эртквейкс   | Алекс Ковело (и. о.)  | Джексон Юилл     |
| Сиэтл Саундерс       | Брайан Шмецер         | Николас Лодейро  |
| Спортинг Канзас-Сити | Питер Вермес          | Джонни Расселл   |
| Торонто              | Боб Брэдли            | Майкл Брэдли     |
| Филадельфия Юнион    | Джим Кёртин           | Алехандро Бедойя |
| Хьюстон Динамо       | Пауло Нагамура        | Тим Паркер       |
| Цинциннати           | Пэт Нунэн             | Лусиано Акоста   |
| Чикаго Файр          | Эзра Хендриксон       | Рафаэль Чихос    |
| Шарлотт              | Мигель Анхель Рамирес | Кристиан Фукс    |

### Тренерские изменения
| Клуб               | Ушедший тренер         | Причина ухода                | Должность вакантна | Место в таблице               | Новый тренер         | Дата назначения |
| ------------------ | ---------------------- | ---------------------------- | ------------------ | ----------------------------- | -------------------- | --------------- |
| Хьюстон Динамо     | Таб Рамос              | уволен                       | 4 ноября 2021      | межсезонный период            | Пауло Нагамура       | 3 января 2022   |
| Лос-Анджелес       | Боб Брэдли             | соглашение сторон            | 18 ноября 2021     | межсезонный период            | Стив Черандоло       | 3 января 2022   |
| Торонто            | Хавьер Перес           | соглашение сторон            | 23 ноября 2021     | межсезонный период            | Боб Брэдли           | 24 ноября 2021  |
| Чикаго Файр        | Фрэнк Клопас (и. о.)   | окончание временного периода | 24 ноября 2021     | межсезонный период            | Эзра Хендриксон      | 24 ноября 2021  |
| Даллас             | Марко Ферруцци (и. о.) | окончание временного периода | 2 декабря 2021     | межсезонный период            | Нико Эстевес         | 2 декабря 2021  |
| Цинциннати         | Тайрон Маршалл (и. о.) | окончание временного периода | 14 декабря 2021    | межсезонный период            | Пэт Нунэн            | 14 декабря 2021 |
| Сан-Хосе Эртквейкс | Матиас Альмейда        | соглашение сторон            | 18 апреля 2022     | 14-е в Зап. конф., 28-е общ.  | Алекс Ковело (и. о.) | 18 апреля 2022  |
| Ди Си Юнайтед      | Эрнан Лосада           | уволен                       | 20 апреля 2022     | 14-е в Вост. конф., 25-е общ. | Чад Аштон (и. о.)    | 20 апреля 2022  |

## Регулярный чемпионат
Регулярный чемпионат лиги пройдёт с 26 февраля по 9 октября 2022 года. Каждая из 28 команд проведёт 34 матча (17 на домашнем поле и 17 на выезде) по несбалансированному графику. Команды сыграют по два матча с каждым из членов своей конференции и по восьми матчам с членами противоположной конференции.
Команда, занявшая первое место в регулярном чемпионате, будет награждена трофеем Supporters’ Shield. Первые семь команд каждой конференции выйдут в турнир плей-офф, который закончится 5 ноября матчем за Кубок MLS.

## Чемпион
| Обладатель Кубка MLS 2022 |
| ------------------------- |
|                           |
| Лос-Анджелес (1-й титул)  |

## Награды

### Игрок / команда недели
- Жирный обозначает игрока недели.

| Команда недели | Команда недели  | Команда недели                                                 | Команда недели                                                           | Команда недели                                    | Команда недели                                                                                               | Команда недели              |
| Неделя         | Вратарь         | Защитники                                                      | Полузащитники                                                            | Нападающие                                        | Запас | Тренер                      |
| -------------- | --------------- | -------------------------------------------------------------- | ------------------------------------------------------------------------ | ------------------------------------------------- | --- | --------------------------- |
| 1              | Хамид (DC)      | Эдвардс (LA) Карлос (ORL) Маршалл-Ратти (TOR)                  | Домингес (ATX) Санчес (LAFC) А. Годой (NSH) Селараян (CLB) Й. Чара (POR) | Х. Мартинес (ATL) Вела (LAFC)                     | Слонина (CHI) Лоу (MIA) Амайя (RBNY) Хиль (NE) Лод (MIN) Эстрада (DC) Х. Эрнандес (LA)                       | Гари Смит (NSH)             |
| 2              | Хасал (VAN)     | Дибасси (MIN) Кальво (SJ) Фалль (LAFC)                         | Морган (RBNY) Дриусси (ATX) Хиль (NE) Селараян (CLB) Альварес (LA)       | Рубио (COL) Й. Чара (POR)                         | Макмат (RSL) Зиммерман (NSH) Дельгадо (LA) Вальтер (SKC) Газдаг (PHI) Финлэй (ATX) Климала (RBNY)            | Джош Волфф (ATX)            |
| 3              | Сент-Клэр (MIN) | Глэд (RSL) Туилома (POR) Омсберг (CHI)                         | Кинтеро (HOU) Кей (COL) Санчес (LAFC) Селараян (CLB)                     | Магно (NYC) Васкес (CIN) Веласко (DAL)            | Слонина (CHI) Арреага (SEA) Харриел (PHI) Д. Чара (POR) Бендер (CLT) Этьенн (CLB) Рубио (COL)                | Пэт Нунэн (CIN)             |
| 4              | Макмат (RSL)    | Холлингзхед (LAFC) Зиммерман (NSH) Харриел (PHI)               | Петрассо (TOR) Коне (MTL) Нагбе (CLB) К. Рольдан (SEA)                   | Васкес (CIN) Х. Феррейра (DAL) Свидерский (CLT)   | Гальесе (ORL) Дибасси (MIN) Матаррита (CIN) Леннон (ATL) Шмитт (RSL) Вела (LAFC) Пшибылко (CHI)              | Мигель Анхель Рамирес (CLT) |
| 5              | Коронел (RBNY)  | Абубакар (COL) Мурильо (LAFC) Блакмон (VAN)                    | Осорио (TOR) Пауло (SEA) Михайлович (MTL) М. Морено (ATL)                | Карранса (PHI) Х. Эрнандес (LA) Пико (HOU)        | Боно (TOR) Уильямс (LA) Вашингтон (NSH) Санчес (LAFC) Газдаг (PHI) Кауэлл (SJ) К. Камара (MTL)               | Стив Черандоло (LAFC)       |
| 6              | Кахлина (CLT)   | Ромни (NSH) Камачо (MTL) Эллиотт (PHI)                         | Грансир (LA) Леаль (NSH) Альсивар (CLT) Й. Чара (POR)                    | Кампана (MIA) Х. Феррейра (DAL) С. Феррейра (HOU) | Блейк (PHI) Боксолл (MIN) Сервания (DAL) Голд (VAN) Х. Эрнандес (LA) Эбобиссе (SJ) Пато (ORL)                | Мигель Анхель Рамирес (CLT) |
| 7              | Ивачич (POR)    | Мабика (MIA) Габриэльсен (ATX) Фалль (LAFC)                    | Торрес (ORL) Посуэло (TOR) Михайлович (MTL) Мухтар (NSH) Лод (MIN)       | Кастельянос (NYC) Эбобиссе (SJ)                   | Канн (CIN) Мавинга (TOR) Полстер (NE) Рейносо (MIN) Фагундес (ATX) Таджури-Шради (LAFC) Андраде (NYC)        | Боб Брэдли (TOR)            |
| 8              | Ярбро (COL)     | Уильямс (LA) Лонг (RBNY) Форд (SKC)                            | Фунтас (DC) Рейносо (MIN) К. Акоста (LAFC) К. Эспиноса (SJ)              | Уррути (ATX) Кампана (MIA) Хименес (TOR)          | Селентано (CIN) Туилома (POR) Дриусси (ATX) Хиль (NE) Лодейро (SEA) Веласко (DAL) Кастельянос (NYC)          | Алекс Ковело (SJ)           |
| 9              | Блейк (PHI)     | Сантуш (CLB) Миллер (MTL) Сильва (RSL) Руан (ORL)              | Л. Акоста (CIN) Хиль (NE) Кей (COL) Паркс (NYC) Дриусси (ATX)            | Климала (RBNY)                                    | Тарбелл (ATX) Эррера (RSL) Паласиос (LAFC) Нагбе (CLB) Михайлович (MTL) Магно (NYC) Шаллои (SKC)             | Стив Черандоло (LAFC)       |
| 10             | Селентано (CIN) | Ромни (NSH) Лонг (RBNY) Натан (SJ)                             | Газдаг (PHI) Дельгадо (LA) Л. Акоста (CIN) Фунтас (DC)                   | Арриола (DAL) Сиснерос (ATL) Торрес (MTL)         | Марсинковски (SJ) Хайнз-Айк (DC) Этьенн (CLB) Маккарти (NSH) С. Морено (POR) Рикеттс (VAN) Синъясики (CLT)   | Пэт Нунэн (CIN)             |
| 11             | Гальесе (ORL)   | Броуди (RSL) Трасти (COL) Джонстон (MTL)                       | Лукиньяс (RBNY) К. Рольдан (SEA) Бланко (POR) Альмада (ATL) Фунтас (DC)  | Х. Феррейра (DAL) Букса (NE)                      | Бреза (MTL) Смит (ORL) Карраскилья (HOU) Моралес (NYC) Л. Акоста (CIN) Фогаса (POR) Эбобиссе (SJ)            | Робин Фрейзер (COL)         |
| 12             | Стьювер (ATX)   | Кальенс (NYC) Лоу (MIA) Габриэльсен (ATX)                      | Шакири (CHI) Монтейру (SJ) Мухтар (NSH) Дриусси (ATX)                    | Каваллини (VAN) Руидиас (SEA) Шаллои (SKC)        | Каллендер (MIA) Гомес (SEA) Муил (NSH) Моралес (NYC) Юилл (SJ) Рейносо (MIN) Фернандес (RBNY)                | Джош Волфф (ATX)            |
| 13             | Каллендер (MIA) | Вагнер (PHI) Кальенс (NYC) Бай (NE)                            | Альмада (ATL) Прайс (COL) Руис (RSL) Дриусси (ATX)                       | Вела (LAFC) Сапонг (NSH) С. Феррейра (HOU)        | Кларк (HOU) Тейлор (MIN) Макнамара (NE) Бедойя (PHI) Арриола (DAL) Эстрада (DC) Риос (CLT)                   | Фил Невилл (MIA)            |
| 14             | Ром (CLB)       | Глэд (RSL) Кальенс (NYC) А. Рольдан (SEA)                      | Арриола (DAL) Лукиньяс (RBNY) Посуэло (TOR) Б. Родригес (LAFC)           | Киото (MTL) Йовелич (LA) Мухтар (NSH)             | Джонсон (NYC) Менса (CLB) Хиль (NE) Морган (RBNY) Р. Тейлор (MIA) Эбобиссе (SJ) Каваллини (VAN)              | Гари Смит (NSH)             |
| 15             | Коронел (RBNY)  | Галлахер (ATX) Рейген (SEA) Зуси (SKC)                         | Магно (NYC) Лукиньяс (RBNY) Нвободо (CIN) Саварино (RSL)                 | Боу (NE) Х. Мартинес (ATL) Руидиас (SEA)          | Стьювер (ATX) Сильва (RSL) Э. Моррис (CLB) Кубас (VAN) Херберс (CHI) Йовелич (LA) Кара (ORL)                 | Джош Волфф (ATX)            |
| 16             | Петрович (NE)   | Паласиос (LAFC) Туилома (POR) Лундквист (HOU)                  | Вассилев (MIA) Осорио (TOR) Х. А. Мартинес (PHI) К. Рольдан (SEA)        | Мухтар (NSH) Незгода (POR) Киото (MTL)            | Гальесе (ORL) Мурильо (LAFC) Эллиотт (PHI) Дриусси (ATX) Дьюк (MIA) Д. Моррис (SEA) Вела (LAFC)              | Джим Кертин (PHI)           |
| 17             | Ром (CLB)       | Теран (CHI) Ибеага (LAFC) Нилис (RBNY)                         | Перейра (ATX) Наварро (CHI) Рейносо (MIN) С. Морено (POR)                | Бренер (CIN) Той (MTL) Вела (LAFC)                | Стьювер (ATX) Уотерман (MTL) Сифуэнтес (LAFC) Л. Акоста (CIN) Нгома (RBNY) Расселл-Роу (CLB) Эбер (NYC)      | Вильфрид Нанси (MTL)        |
| 18             | Блейк (PHI)     | Галлахер (ATX) Лонг (RBNY) Х. Араухо (LA)                      | Рейносо (MIN) Уильямсон (POR) Кубас (VAN) Равелусун (LA)                 | Киканович (SJ) Кастельянос (NYC) Фунтас (DC)      | Марсинковски (SJ) Лоу (MIA) Дейвис (NSH) Дриусси (ATX) Лодейро (SEA) Боу (NE) Синъясики (CLT)                | Грег Ванни (LA)             |
| 19             | Стьювер (ATX)   | Фукс (CLT) Хадебе (HOU) Абубакар (COL)                         | Финлэй (ATX) Сифуэнтес (LAFC) Бедойя (PHI) Этьенн (CLB)                  | Карранса (PHI) Кастельянос (NYC) Незгода (POR)    | Ивачич (POR) Эллиотт (PHI) С. Араухо (ORL) Р. Эспиноса (SKC) Осорио (TOR) Вела (LAFC) К. Эрнандес (CLB)      | Джованни Саваресе (POR)     |
| 20             | Гальесе (ORL)   | Вагнер (PHI) Шано (NYC) Изима-Мирен (SKC)                      | Леаль (NSH) Монтейру (SJ) Голд (VAN) Фагундес (ATX)                      | Сиснерос (ATL) К. Эрнандес (CLB) Дуран (CHI)      | Марсинковски (SJ) Габриэльсен (ATX) Дахоме (VAN) Расселл (SKC) Мухтар (NSH) Бренер (CIN) Йовелич (LA)        | Гонсало Пинеда (ATL)        |
| 21             | Боно (TOR)      | Паркер (HOU) Чихос (CHI) Пурата (ATL)                          | С. Родригес (NYC) Сифуэнтес (LAFC) Рейносо (MIN) Селараян (CLB)          | Льюис (COL) Игуаин (MIA) Саварино (RSL)           | Боумер (VAN) Вагнер (PHI) Д. Чара (POR) Грегоре (MIA) Рейна (CLT) Фагундес (ATX) К. Эрнандес (CLB)           | Эзра Хендриксон (CHI)       |
| 22             | Ивачич (POR)    | Глеснес (PHI) Кесслер (NE) Боксолл (MIN)                       | Д. Моррис (SEA) Брэдли (TOR) Шакири (CHI) Йервуд (RBNY) Хлонгване (MIN)  | Аранго (LAFC) Киото (MTL)                         | Пас (DAL) Чихос (CHI) Дриусси (ATX) Моралес (NYC) Лодейро (SEA) Бернардески (TOR) Асприлья (POR)             | Герхард Штрубер (RBNY)      |
| 23             | Петрович (NE)   | Миллер (MTL) Кьеллини (LAFC) Глеснес (PHI)                     | Бедойя (PHI) Голд (VAN) Дриусси (ATX) Бланко (POR)                       | Уре (PHI) Игуаин (MIA) Амарилья (MIN)             | Пас (DAL) Пурата (ATL) К. Эспиноса (SJ) Мухтар (NSH) Фунтас (DC) Вела (LAFC) Васкес (CIN)                    | Уэйн Руни (DC)              |
| 24             | Каллендер (MIA) | Гутман (ATL) Уотерман (MTL) Кесслер (NE) Барреаль (CIN)        | Селараян (CLB) Осорио (TOR) Дриусси (ATX)                                | Аранго (LAFC) Зардес (COL) Пшибылко (CHI)         | Петрович (NE) Веселинович (VAN) Шакири (CHI) Инсинье (TOR) С. Морено (POR) Рубио (COL) Агада (SKC)           | Робин Фрейзер (COL)         |
| 25             | Сент-Клэр (MIN) | Броуди (RSL) Эллиотт (PHI) Ларея (TOR)                         | Посуэло (MIA) Дриусси (ATX) Сифуэнтес (LAFC) Хиль (NE)                   | Грансир (LA) Карранса (PHI) Веласко (DAL)         | Петрович (NE) Лаппалайнен (MTL) Альмада (ATL) Торрес (ORL) Инсинье (TOR) Х. Феррейра (DAL) Кордова (RSL)     | Стив Черандоло (LAFC)       |
| 26             | Хасал (VAN)     | Толкин (RBNY) Миазга (CIN) Лоу (MIA) Томпсон (SJ)              | Мухтар (NSH) Рейносо (MIN) Голд (VAN)                                    | Агада (SKC) Карранса (PHI) Киото (MTL)            | Пулскамп (SKC) Кришито (TOR) С. Араухо (ORL) С. Родригес (NYC) Опоку (LAFC) К. Эрнандес (CLB) Руидиас (SEA)  | Эдриан Хит (MIN)            |
| 27             | Бреза (MTL)     | Вагнер (PHI) Мейер (NSH) Морейра (CLB)                         | Томми (SKC) Кассерес (RBNY) Газдаг (PHI) Торрес (ORL)                    | Фагундес (ATX) Х. Эрнандес (LA) Бернардески (TOR) | Бонд (LA) Касканте (ATX) Веласко (DAL) Асприлья (POR) Инсинье (TOR) Амарилья (MIN) Акинделе (ORL)            | Джош Волфф (ATX)            |
| 28             | Кларк (HOU)     | Бирнбаум (DC) Макгро (POR) Дегенек (CLB)                       | Уильямсон (POR) Мухтар (NSH) Пуч (LA) Карраскилья (HOU)                  | Морган (RBNY) Уре (PHI) Торрес (ORL)              | Петрович (NE) Паркер (HOU) Морейра (CLB) Леаль (NSH) Газдаг (PHI) Коста (LA) Саварино (RSL)                  | Пауло Нагамура (HOU)        |
| 29             | Петрович (NE)   | Толо (SEA) А. Родригес (SJ) Зиммерман (NSH) Холлингзхед (LAFC) | Л. Акоста (CIN) Газдаг (PHI) Ллетджет (DAL) Михайлович (MTL)             | К. Камара (MTL) Мухтар (NSH)                      | Слонина (CHI) Хагглунд (CIN) Ф. Гутьеррес (COL) Веласко (DAL) С. Морено (POR) Инсинье (TOR) Х. Эрнандес (LA) | Джим Кертин (PHI)           |
| 30             | Ивачич (POR)    | Эллиотт (PHI) Пурата (ATL) Гомес (SEA)                         | Пуч (LA) Ваньяма (MTL) Л. Акоста (CIN) Альмада (ATL)                     | Бренер (CIN) Руидиас (SEA) Х. Феррейра (DAL)      | Очоа (DC) Маланда (CLT) Вагнер (PHI) Лейва (SEA) Кассерес (RBNY) Дуран (CHI) Зардес (COL)                    | Джим Кертин (PHI)           |
| 31             | Петрович (NE)   | Гутман (ATL) Володер (SKC) Розенберри (COL)                    | Пико (HOU) Альмада (ATL) Вите (VAN) Вела (LAFC)                          | Игуаин (MIA) Джитте (ATX) К. Камара (MTL)         | Стьювер (ATX) Коллман (MIN) Коне (MTL) Томми (SKC) Посуэло (MIA) Шакири (CHI) Бэрд (HOU)                     | Джош Волфф (ATX)            |
| 32             | Блейк (PHI)     | Джонстон (MTL) Кальенс (NYC) Грессель (VAN)                    | Торрес (ORL) Пуч (LA) Бругман (LA) С. Морено (POR)                       | Свидерский (CLT) Бренер (CIN) Агада (SKC)         | Селентано (CIN) Глеснес (PHI) С. Родригес (NYC) Мухтар (NSH) Эбобиссе (SJ) Вела (LAFC) Игуаин (MIA)          | Ник Кушинг (NYC)            |
| 33             | Хасал (VAN)     | Кальенс (NYC) Корбо (MTL) Натан (SJ)                           | Этьенн (CLB) Голд (VAN) Б. Гутьеррес (CHI) Буанга (LAFC)                 | Дуран (CHI) Риос (CLT) С. Феррейра (HOU)          | Фрай (SEA) Браво (POR) К. Хиль (NE) Рубио (COL) Коста (LA) Игуаин (MIA) Магно (NYC)                          | Стив Черандоло (LAFC)       |
| 34             | Уиллис (NSH)    | Эллиотт (PHI) Коллман (MIN) Овьедо (RSL)                       | Газдаг (PHI) Михайлович (MTL) Лодейро (SEA) Урсо (ORL)                   | Маноэл (RBNY) Бренер (CIN) Саварино (RSL)         | Коронел (RBNY) Мур (NSH) Бругман (LA) Ллетджет (DAL) Фрагапане (MIN) Торрес (ORL) Васкес (CIN)               | Пабло Мастроени (RSL)       |

### Гол недели
| Гол недели | Гол недели            | Гол недели           |
| Неделя     | Игрок                 | Клуб                 |
| ---------- | --------------------- | -------------------- |
| 1          | Йимми Чара            | Портленд Тимберс     |
| 2          | Эфраин Альварес       | Лос-Анджелес Гэлакси |
| 3          | Алан Веласко          | Даллас               |
| 4          | Тьяго Альмада         | Атланта Юнайтед      |
| 5          | Жоан Пауло            | Сиэтл Саундерс       |
| 6          | Хорди Альсивар        | Шарлотт              |
| 7          | Исмаэль Таджури-Шради | Лос-Анджелес         |
| 8          | Леонардо Кампана      | Интер Майами         |
| 9          | Себастьян Феррейра    | Хьюстон Динамо       |
| 10         | Рональдо Сиснерос     | Атланта Юнайтед      |
| 11         | Кристиан Рольдан      | Сиэтл Саундерс       |
| 12         | Рауль Руидиас         | Сиэтл Саундерс       |
| 13         | Адам Букса            | Нью-Инглэнд Революшн |

### Игрок месяца
| Игрок месяца   | Игрок месяца      | Игрок месяца |
| Месяц          | Игрок             | Клуб         |
| -------------- | ----------------- | ------------ |
| февраль / март | Лукас Селараян    | Коламбус Крю |
| апрель         | Себастьян Дриусси | Остин        |